# Assedio di Bharatpur (1825-1826)

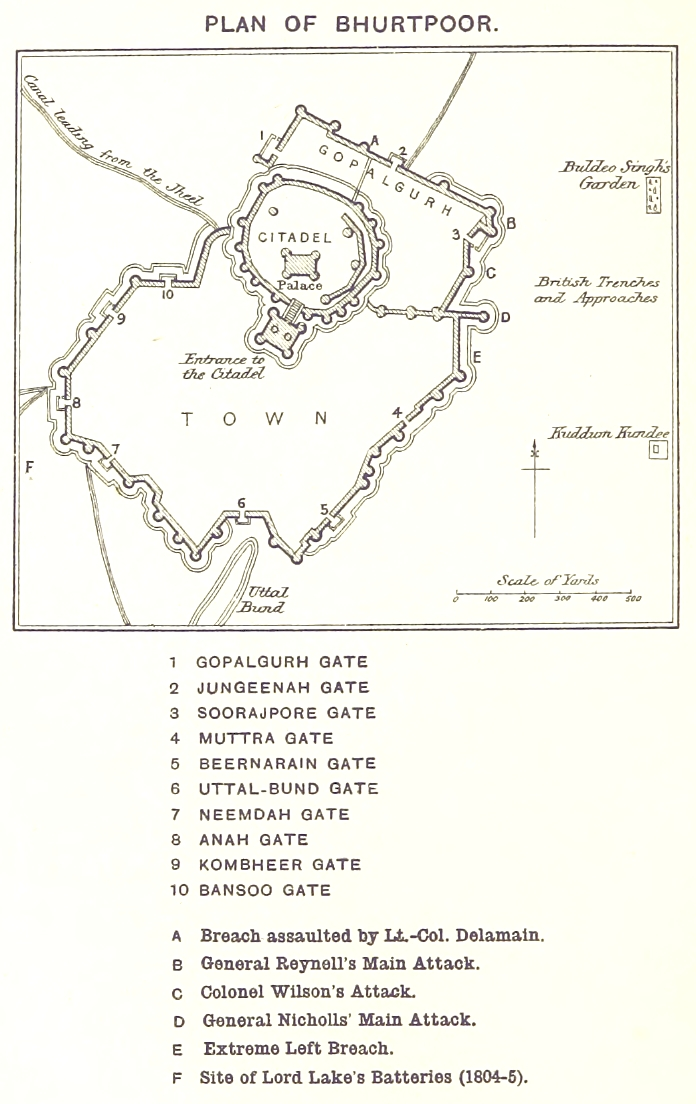
Mappa di Bharatpur

L'assedio di Bharatpur ebbe luogo tra il dicembre 1825 e il gennaio 1826. Le truppe britanniche al comando di Lord Combermere, dopo aver circondato la capitale dello Stato di Bharatpur, presero d'assalto e conquistarono la sua fortezza il 18 gennaio 1826.

## Contesto
A seguito della vittoria riportata dall'Impero Maratha nell'assedio del 1805, Bharatpur era rimasta fuori dal controllo britannico, una situazione che aveva innervosito la Corte dei Direttori della Compagnia britannica delle Indie orientali. All'inizio del 1825 i Direttori si incontrarono e chiesero il parere del Duca di Wellington su come conquistare Bharatpur. Egli raccomandò Lord Combermere come persona più adatta al compito, ma gli fu risposto che la Corte non considerava Combermere “un uomo di grande genio”. “Non mi importa nulla del suo genio”, rispose il Wellington, "vi dico che è l'uomo giusto per prendere Bharatpur". Combermere si imbarcò sulla nave della Compagnia Thalia per Calcutta, dove giunse il 2 ottobre 1825.
Nel frattempo il maharaja di Bharatpur, Baldeo Singh, era morto in circostanze sospette e gli era successo il figlio Balwant Singh, che, pur avendo solo cinque anni, era stato ufficialmente riconosciuto dal Governatore generale dell'India, Lord Amherst. Prima di morire Baldeo Singh aveva affidato il figlio alla protezione del generale Sir David Ochterlony che, agendo di propria iniziativa come Commissario Civile, avanzò su Bharatpur con un esercito proveniente dalla guarnigione britannica di Delhi. Quando Lord Amherst venne a conoscenza di questa iniziativa, inviò l'ordine perentorio di richiamare le truppe e Ochterlony si dimise. Lord Amherst nominò allora Combermere Comandante in Capo.

## Assedio

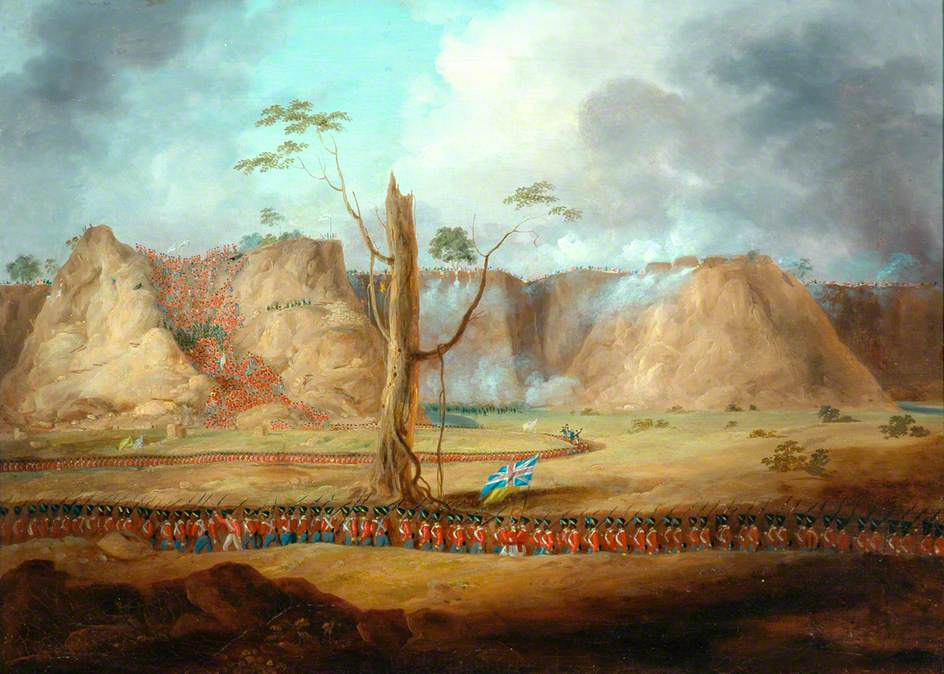
L'assalto alla fortezza di Bharatpur

L'esercito di Combermere era composto da due divisioni di fanteria, una divisione di cavalleria regolare, una brigata di cavalleria irregolare, numerosa artiglieria d'assedio, diverse brigate di artiglieria da campo (a cavallo e a piedi), oltre a un corpo di ingegneri, genieri e altre truppe. La fortezza di Bharatpur era stata eretta dai sovrani Jāṭ della città ed era stata rafforzata nel corso degli anni. Quando Combermere arrivò, la fortezza aveva una circonferenza di 13 km ed era circondata da 35 bastioni semicircolari di mattoni di argilla e sterco di cavallo cotti dal sole. La fortezza era considerata inattaccabile dall'artiglieria e le sue difese comprendevano un fossato asciutto largo 46 m e profondo 18 m, che poteva essere riempito deviando l'acqua da un lago vicino. Combermere giunse ad Agra il 1º dicembre 1825 e raggiunse Bharatpur il 10 dello stesso mese. Appena arrivate, le truppe furono inviate a catturare il bacino idrico posto a nord-ovest del forte per evitare che il nemico inondasse l'area come aveva fatto durante l'assedio del 1805. A metà dicembre il forte era circondato dalle forze britanniche e le scaramucce si susseguivano quotidianamente. L'assedio continuò fino alla notte del 18 gennaio 1826, quando furono aperte due brecce e furono fatte esplodere delle mine. Nel giro di due ore il forte fu preso d'assalto e conquistato.

## Conseguenze
In seguito al suo successo a Bharatpur, l'8 febbraio 1827 Lord Combermere fu elevato al rango di Visconte Combermere. Quando, dopo l'assedio, il premio in denaro fu diviso, gli ufficiali presenti diedero la somma di 1 000 sterline alle vedove di ciascuno dei quattro ufficiali europei uccisi, e 1 000 sterline da dividere tra le vedove e gli orfani dei soldati europei uccisi.
Per molti anni il cannone da 17,75 tonnellate catturato durante l'assedio fu esposto davanti ai Royal Artillery Barracks di Woolwich, a Londra. Attualmente è conservato al Royal Artillery Museum di Larkhill, nel Wiltshire.